# الاحتجاجات الغينية 2019-20
الاحتجاجات الغينية 2019-20 كانت سلسلة من الاحتجاجات العنيفة والاضطرابات المدنية الجماهيرية في جميع أنحاء غينيا ضد حكم ألفا كوندي التي اندلعت لأول مرة في 14 أكتوبر 2019 ضد التغييرات الدستورية. قُتل أكثر من 800 في اشتباكات عنيفة ومشاهد سياسية، لكن الاشتباكات العرقية أدت إلى مزيد من الخطاب، بينما ظل المتظاهرون يقاومون على الرغم من القمع القاسي. بعد الانتخابات الرئاسية الغينية لعام 2020، اندلعت اضطرابات واسعة النطاق أدت إلى مقتل 27 محتجًا.

## خلفية
أسكتت المعارضة السياسية في غينيا منذ الإضراب العام الذي حصل فيها في عام 2007، والذي قتل فيه نحو 100 شخص. اعتقل مئات الأشخاص في قضايا عنف مختلفة، مثل احتجاجات غينيا في عام 2009، واشتباكات غينيا في عام 2013 والكثير غيرها. بعد موجة من المظاهرات غير المسبوقة الرافضة لنتائج الانتخابات الرئاسية لعام 2015، قتل 7 محتجين واعتقل أكثر من 400 منهم في خلال ستة أشهر من الاحتجاجات. سئم المتظاهرون من الحكومة في عام 2019 ومشروع القانون الجديد الذي سيسمح بإجراء استفتاءات وتغييرات دستورية، فبدأوا بالتجمع.

### الشعارات
يطالب المتظاهرون بالدرجة الأولى بعد ترشيح ألفا كوندي لولاية ثالثة وعدم تعديل الدستور الجديد لغينيا. مجنون مجنون مجنون، ارحل، ألفا كوندي، لا دستور جديد حتى ترحل! هذه هي الشعارات المنتشرة خلال الحراك الشعبي والتظاهرات الواسعة.

### الاحتجاجات السابقة للاستفتاء الدستوري
أدت الاحتجاجات ضد الاستفتاء في الفترة التي تسبق يوم الاقتراع إلى موت أكثر من 32 شخص بين أكتوبر 2019 ومارس 2020، مع حدوث احتجاجات منتظمة في كوناكري ومدن أخرى من ضمنها لابي، ومامو، وبوكي ونزيريكوري.
تعرضت عدة مكاتب حكومية كالمدارس ومراكز الشرطة خلال الاحتجاجات للهجوم بهدف إتلاف مواد التصويت. تضمنت بعض الحوادث التي حدثت خلال تلك الفترة دخول مهاجمين إلى محطة الشرطة في مامو وتمزيق قوائم الناخبين وسرقة صناديق البطاقات الانتخابية؛ أحرقت مدرستان كان من المقرر استخدامهما كمراكز للاقتراع؛ أحرقت أيضًا بعض المباني الإدارية في الأجزاء الشمالية والجنوبية من البلاد؛ وفي لابي، أحرقت الإطارات في الشوارع وأقيمت حواجز على الطرق.
عادت في 18 سبتمبر عام 2021 أربع شخصيات من الجبهة الوطنية للدفاع عن الدستور (إف إن دي سي) إلى غينيا. هرب هؤلاء المعارضون الشرسون للإصلاح الدستوري وترشح ألفا كوندي لولاية ثالثة.  بعد أسبوعين تقريبًا من الانقلاب، استقبل حشد ضخم في كوناكري كل من إبراهيم ديالو، وسيكو كوندونو ومغني الراب دجاني ألفا والمدون فودي سانيكاي كأبطال.

## الاحتجاجات
بين 14 و 15 أكتوبر ضربت موجة من الاحتجاجات كوناكري بعد أن غير الرئيس ألفا كوندي الدستور. قُتل خمسة في احتجاجات مختلفة. انتشرت الاحتجاجات كالنار في الهشيم إلى ما يقرب من 12 مدينة بحلول 16 أكتوبر. تصاعدت الاضطرابات السياسية الجماعية عن السيطرة عندما وقعت انتهاكات ضد قبيلة الفولاني. رشق آلاف المتظاهرين الشرطة بالحجارة وقتل ثلاثة بين 18 و19 أكتوبر. امتدت الاضطرابات إلى نزريكور ثالث أكبر مدينة في البلاد. أطلقت الشرطة الذخيرة الحية لتفريق المتظاهرين. وطالبت الهتافات المناهضة للحكومة بوضع حد للحكومة.
اقتحمت الدبابات والجنود المدن مع اندلاع الضربات على مستوى البلاد. بين 20 و28 أكتوبر وقعت أعمال عصيان مدني مختلفة وغنى المئات ورددوا شعارات ضد الرئيس ألفا كوندي. استمرت أعمال عنف الشرطة ضد القبائل لمدة أربعة أيام. تصاعدت الاحتجاجات المناهضة للجيش والاحتجاجات المطالبة بالديمقراطية بعد اندلاع الاحتجاجات في الشوارع. بين 14 و17 نوفمبر اجتاحت موجة من الاحتجاجات المدن الكبرى في جميع أنحاء البلاد. وقتل ما لا يقل عن 100 في الاضطرابات التي أعقبت منتصف أكتوبر تشرين الأول. احتشد الآلاف في الفترة من 19 إلى 24 نوفمبر مطالبين بوضع حد للفساد والنقص والفقر. أرهبت أعمال الشغب المانحين الدوليين ولفتت وسائل الإعلام الانتباه إلى الاحتجاجات.
اندلعت أعمال العنف في المدن والضواحي الفقيرة في البلدات عبر غينيا مع خروج التجمعات المناهضة للحكومة عن السيطرة. وخرج عشرات الآلاف من أنصار المعارضة والعمال إلى الشوارع مطالبين بتحسين الأجور واستئناف فحص الرواتب. كانت الاضطرابات الاقتصادية والأزمة السياسية من بين أسباب الاضطرابات المدنية. نشب نزاع بين المتظاهرين والشرطة عندما كسر الجيش الحواجز، وفتحت قوات الأمن النار على المتظاهرين، فقتلت سبعة على الأقل في ديسمبر وحده.
منذ أشهر خرج مئات الآلاف من الغينيين إلى الشوارع للاحتجاجات الأسبوعية ضد احتمال ترشح كوندي لولاية ثالثة. وهم يهتفون بجملة «لن يحدث هذا» وهو شعار حركة الاحتجاج، ويحرقون إطارات السيارات. يرتدي الكثير منهم قمصانًا حمراء وعصابات وأذرع وقبعات وعصابات - لون ائتلاف المعارضة الجبهة الوطنية للدفاع عن الدستور.
وقعت مسيرات حاشدة في غينيا في الفترة من 16 إلى 17 يناير. قتل اثنان في حملة القمع التي تلت ذلك. في 30-31 يناير قتلت احتجاجات حاشدة أربعة أشخاص عندما رشق الآلاف بالحجارة ورددوا شعارات مناهضة للحكومة ضد رئيس الوزراء. تم تقديم شكاوى وحشية الشرطة في المحكمة. قوبل الاستفتاء الدستوري الغيني لعام 2020 بخمسة أيام من المظاهرات غير المسبوقة والاشتباكات العنيفة مع الجيش الذي أطلق الذخيرة الحية وقتل ما لا يقل عن ثلاثة عشر. بعد سحب النتائج خرج محتجون من المعارضة إلى الشوارع للمطالبة بوضع حد لفضائح الفساد والحكومة واستقالة الرئيس ألفا كوندي. بين أبريل ويوليو 2020 استهدفت إضرابات لتحسين الكهرباء في جميع أنحاء البلاد، مما أسفر عن مقتل سبعة منهم بسبب انقطاع التيار الكهربائي.
بعد الإغلاق على مستوى البلاد الذي حظر أعمال الاحتجاج والتجمعات، تحدى المئات الحظر وخرجوا إلى الشوارع استمرارًا لحركة الاحتجاج. وأصيب شخص جراء استخدام الغاز المسيل للدموع لتفريق المتظاهرين. اقتحمت شرطة مكافحة الشغب مجمعات وأحياء في 20-31 يوليو.
بعد استراحة خرجت مظاهرات على مستوى البلاد بقيادة المعارضة. قُتل عشرة في الاحتجاجات التي سبقت الانتخابات التي طالبت الرئيس ألفا كوندي بالاستقالة وعدم الترشح لولاية ثالثة في الانتخابات الرئاسية الغينية لعام 2020.
تكثفت سلسلة من الإضرابات المناهضة للحكومة على مستوى البلاد بعد إعلان نتائج الانتخابات الرئاسية الغينية لعام 2020. ورشق المتظاهرون الحجارة ورشقوا البيض مطالبين بإصلاحات ديمقراطية وتحقيق العدالة لمن ماتوا بسبب الاضطرابات السياسية والانتخابات الحرة وتشكيل حكومة جديدة بقيادة المعارضة. وقتل أربعة في أعمال عنف شنتها القوات العسكرية ضد مضربين ومتظاهرين. بعد سلسلة من الاحتجاجات استمرت أسبوعًا ساد الهدوء المتظاهرين بعد مقتل 23 شخصًا على أيدي قوات الشرطة التي هاجمت المتظاهرين والصحفيين المطالبين بالحرية والانتخابات النزيهة.